# 크파르아자
크파르아자(Kfar Aza, 히브리어: כְּפַר עַזָּה)는 이스라엘 남부에 있는 키부츠이다. 네티봇과 스데로트 사이에 있으며 가자에서 동쪽으로 약 five 킬로미터 (3.1 mi) 떨어진 곳에 위치해 있고, 샤르 하네게브 지방의회의 관할 하에 있다. 2016년 현재 인구는 695명이다.

## 역사
이 키부츠는 1951년 8월 아랍 및 이슬람 국가에서 온 유대인 이민자 및 난민과 이집트와 모로코의 탕헤르 출신으로 에인 하로드, 아옐레트 하샤하르, 그리고 나중에 아피킴에서 훈련을 받은 사람들에 의해 처음 설립되었다. 1955년에 일시적으로 버려졌다가 1957년 1월에 미타아림 가르인의 구성원들이 이주해 오면서 키부츠의 재건이 이루어졌다.

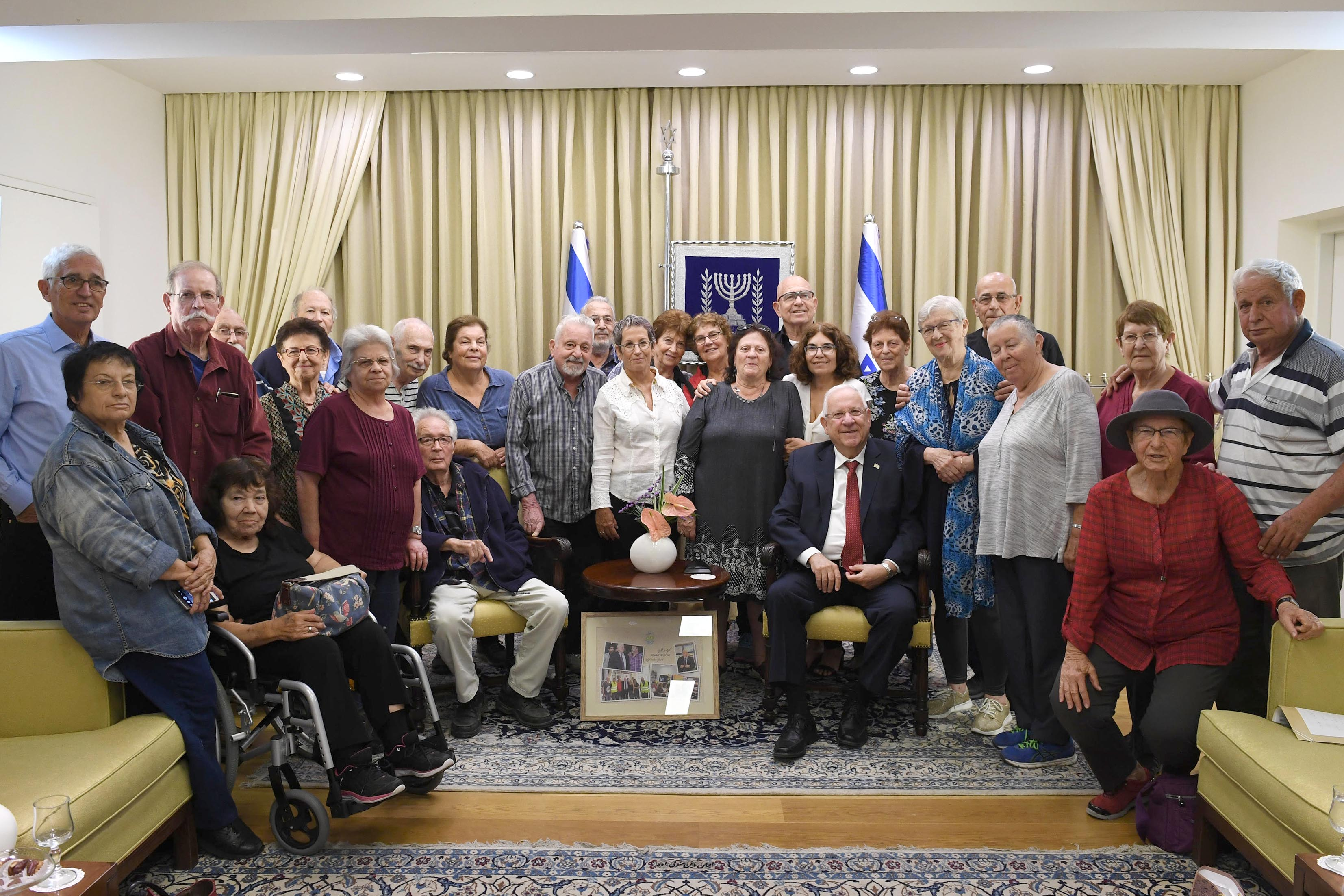
레우벤 리블린 이스라엘 대통령이 키부츠 재건 60주년을 맞아 키부츠 베테랑들을 초청, 2017년

2023년 학살 이전에 이 마을에는 700명 이상의 주민이 살고 있었으며 학교와 회당도 있었다.

### 10월 7일 학살
2023년 10월 7일 이스라엘 남부의 20개 이상의 마을과 도시에 대한 대규모 기습 공격의 일환으로 약 70명의 하마스 무장대원이 크파르아자에 침투하여 주민들을 학살하고 마을을 폐허로 만들었다. 또 다른 팔레스타인 무장 단체인 팔레스타인 해방민주전선도 자신들의 병력(국민저항여단으로 조직됨)이 크파르아자에서 이스라엘 방위군과 전투 중이라고 밝혔다. 무장대원들은 네 방향에서 마을을 공격했다. 그들은 마을 주변 울타리의 문을 파괴하고 주민들을 무차별적으로 살해하며, 자동차와 집을 불태우고 로켓추진유탄을 사용하여 집에 강제로 진입했다. 100명이 넘는 민간인이 살해되었고, 다른 사람들은 납치되어 인질로 잡혔다.
이스라엘 방위군은 2023년 10월 11일까지 마을 통제권을 되찾았다. 마을에서는 약 20구의 하마스 공격대원 시신과 하마스가 사용한 전동 패러글라이더, 그리고 불발 수류탄이 발견되었다.

## 경제
크파르아자에 위치한 플라스틱 제조업체인 카프리트 인더스트리는 텔아비브 증권거래소에 상장되어 있다. 크파르아자는 농장의 자동 급수 시스템의 선구자였다.